# East Akim
East Akim är ett distrikt i Ghana.   Det ligger i regionen Östra regionen, i den södra delen av landet, 90 km nordväst om huvudstaden Accra. Antalet invånare är 201 649. Arean är 752 kvadratkilometer.
Terrängen i East Akim är kuperad österut, men västerut är den platt.